# Parviturbo alboranensis
Parviturbo alboranensis là một loài ốc biển, là động vật thân mềm chân bụng sống ở biển thuộc họ Skeneidae.